# Sankei Shimbun
Sankei Shimbun (japanska: 産経新聞?, SanKei Shinbun) är en japansk dagstidning grundad 1933. Tidningen, som ges ut av Sangyo Keizai (japanska: 株式会社産業経済新聞社,?, Kabushiki-gaisha Sangyō Keizai), fokuserar främst på ekonominyheter (namnet betyder ekonomi och industri). Den i8ngår i mediagruppen Fujisenkai Communications Group, som byggdes upp av Nobutaka Shikanai under 1950- och 1960-talen.
På ledarplats är tidningen nationalistisk, konservativ och USA-vänlig.